# Grobišče, Postojna
Grobišče je naselje v Občini Postojna, je vključeno v Krajevno skupnost Stivan.
Naselje leži dva kilometra od Postojne, nedaleč od avtoceste.
V naselju živi 79 prebivalcev (oktober 2015).